# Пастушок из долины
«Пастушок из долины» (Pasáček z doliny) — чехословацкий фильм 1983 года режиссёра Франтишека Влачила, по одноимённому роману Ладислава Фукса.

## Сюжет
Бескидские горы, 1947 год, недавно окончилась война. 10-летний деревенский пастушок пасёт коров на лугу рядом с подбитым немецким танком. Как-то он видит в лесу две таинственные фигуры. Живущий мифами и сказками, которые рассказывает ему дед, мальчик воображает, что это король гномов со своим слугой. На самом деле это скрывающиеся в окрестных лесах бандеровцы договариваются с местным старостой о прохождении их отряда через горы и о условиях мародёрства в деревне… Когда бандеровцы пытаются украсть коров с пастбища, пастушок встает на защиту вверенного ему стада.

## В ролях
- Властимил Дрбал — пастушок
- Йозеф Кемр — дедушка
- Иржи Шмитзер — Кралик
- Илья Прахарж — староста
- Либуше Гепртова — мать
- Властимил Заврел — Лойзек
- Зденек Душек — бородатый
- Иржи Штепничка — блондин
- Вацлав Слоуп — трактирщик
- Радка Фидлер — трактирщица
- Зденка Сайфертова — Мара
- Фердинанд Крута — Чаба
- Ева Кудлак — Катка
- Ева Сальцманнова — Бетка
- Иржи Немечек — Потоцкий
- Рудольф Пеллар — врач
- Бронислав Полочек — егерь
- Карел Глушичка — командир НСБ

## Фестивали и награды
- Приз за изобразительное решение на Фестивале чешского и словацкого кино в Банске Быстрице (1984).
- Приз в категории художественных фильмов 22-го Чикагского международного кинофестиваля (1986).